# Balje
Balje település Németországban, azon belül Alsó-Szászország tartományban. Lakosainak száma 927 fő (2023. december 31.). Balje Krummendeich és Oederquart községekkel határos.

## Népesség
A település népességének változása:
| Lakosok száma | 1017 | 985  | 984  | 959  | 937  | 959  | 927  |
|               | 2015 | 2016 | 2017 | 2019 | 2021 | 2022 | 2023 |